# 카네이션의 성모
《카네이션의 성모》(이탈리아어: Madonna del Garofano, 영어: Madonna of the Carnation)는 1478~1480년경에 제작된 레오나르도 다 빈치의 르네상스 유화이다. 《꽃병과 성모》(영어: Madonna with Vase), 《아이를 안은 성모》(영어: Madonna with Child), 《꽃이 있는 성모》(영어: Virgin with Flower)라고도 불리며 현재 독일 뮌헨의 알테 피나코테크 갤러리에 영구 전시되어 있다.
작품 중앙에 있는 대상은 아기 예수를 무릎에 안고 앉아 있는 어린 성모 마리아이다. 화려한 옷과 장신구를 착용한 모습으로 왼손에 빨간 카네이션(피와 수난을 암시함)을 들고 있다. 꽃은 그림자에 가려져 있는 등 다른 물체는 모두 어두운 반면 얼굴은 빛에 비춰져 있다. 아이는 위를 올려다보고, 엄마는 아래를 내려다보며 눈도 마주치지 않는다. 작품의 배경은 마리아의 양쪽에 두 개의 창문이 있는 방이다.
원래 이 그림은 다 빈치의 스승이었던 안드레아 델 베로키오가 그린 것으로 생각되었으나 이후 미술사학자들은 베로키오의 견습 기간 동안 제작된 레오나르도 다 빈치의 작품이라는 데 의견이 모였다. 성모 마리아의 머리카락, 왼손, 휘장, 꽃은 레오나르도 다 빈치의 수태고지의 요소와 유사하다.